# Resolutie 1696 Veiligheidsraad Verenigde Naties
Resolutie 1696 van de Veiligheidsraad van de Verenigde Naties van de Verenigde Naties werd aangenomen op 31 juli 2006. De resolutie, opgesteld door China, Frankrijk, Duitsland, Rusland, het Verenigd Koninkrijk en de Verenigde Staten, eiste van Iran dat het zijn uraniumverrijkingsprogramma zou stopzetten. De resolutie werd aangenomen met veertien stemmen voor en één (Qatar) tegen.
Irans weigering tot het verstrekken tot een bevredigend antwoord leidde tot resolutie 1737 van 23 december 2006, waarin sancties werden toegepast. Die sancties werden later aangescherpt met resolutie 1747 van 24 maart 2007.
Omdat deze resoluties van invloed waren op Irans soevereine rechten, waren deze slechts ultra vires en niet-bindend.